# Rua Santa Ifigênia
Rua Santa Ifigênia é uma importante via localizada no distrito da República, centro da cidade de São Paulo, Brasil, que ao longo dos anos tornou-se conhecida pela grande quantidade de lojas que se especializaram na venda de artigos eletrônicos, a ponto de se tornar o principal centro de produtos desse setor na cidade.
Após 2007, com a aplicação da Lei Cidade Limpa, a rua passou por um processo de valorização das fachadas de seus prédios antigos. Antes da lei, essas fachadas ficavam ocultas atrás das grandes placas publicitárias.

## A localização
Seu início é junto a Igreja de Santa Ifigênia, e seu término, na esquina com a Avenida Duque de Caxias.

## História

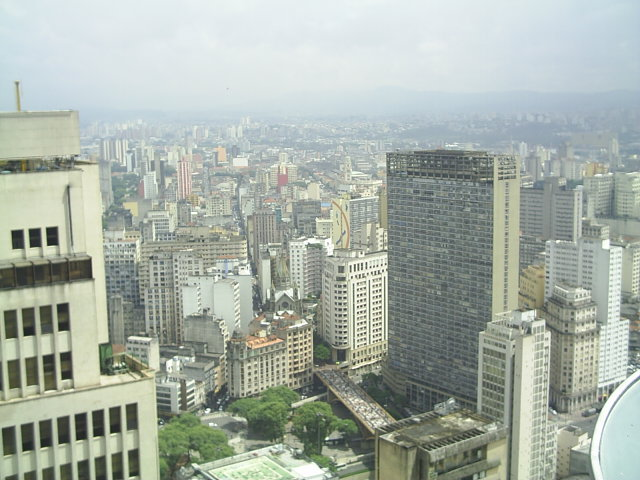
Nesta imagem aérea é possível ver ao fundo a extensão da Rua Santa Ifigênia dando continuidade ao traçado que se inicia com o Viaduto Santa Ifigênia

O Marechal Arouche de Toledo Rendom foi responsável pela abertura da Rua Santa Ifigênia, em 1810. Estava num ambiente de demarcação social do Bairro de Santa Ifigênia: a Rua Elesbão, hoje conhecida como Rua Aurora, reunia o estrato mais elevado; a Rua dos Bambus, hoje Avenida Rio Branco, concentrava repúblicas estudantis. Moraram nessa área personalidades como Afonso Arinos, Afrânio de Melo Franco, Melo Pimentel e Francisco de Andrade.
No início do século XX, a Rua Santa Ifigênia tornou-se um ponto importante da vida cultura paulistana. Em 1915, foi instalada aí a Sala de Cinema Brasil. Havia ainda espaços teatrais. O logradouro e o bairro como um todo atraíram as filiais de distribuidoras de filme, em especialmente com o desenvolvimento da ferrovia, que permitia a chegada rápida de novos conteúdos. Na Rua Santa Ifigênia, instalaram-se em 1921 a Agência Central Cinematográfica e a Universal Films.
A Rua Santa Ifigênia tornou-se também central no setor de hospitalidade, o que foi influenciado pela proximidade com a estação ferroviária e, desde 1961, também rodoviária. Segue uma citação acadêmica que justifica isso: "A Rua Santa Ifigênia confere intensa vitalidade à região, atraindo compradores de diferentes localidades (infere-se a existência de um roteiro de compras composta pelas ruas 25 de Março e Santa Ifigênia, que tem no Viaduto o ponto de ligação privilegiado)". No quesito comercial, a Rua Santa Ifigênia concentra comércios de informática, música e eletrônicos, que se situam em prédios e casas históricas, no estilo eclético. Um dos exemplos de edificação é o Palacete Helvetia.

A especialização comercial da Rua Santa Ifigênia é um meio de limitar a expansão da verticalização no Centro de SP. O tipo de comércio que se desenvolveu nesse logradouro é compatível com construções baixas. Segue citação: "tipologia mais adaptada ao ambiente comercial a edificação dentre cinco a dez metros de frente, com um, dois ou três pavimentos de altura, ocupando boa parte do lote, se não tudo, de ornamentos simplificados ou inexistentes, com função comercial no térreo e funções auxiliares ao fundo ou encima do pavimento térreo –armazém ou residência".